# The Reason Why (album Little Big Town)
The Reason Why è il quarto album in studio del gruppo country pop statunitense Little Big Town, pubblicato nel 2010.

## Tracce
1. The Reason Why – 4:52 (Karen Fairchild, Kimberly Schlapman, Phillip Sweet, Jimi Westbrook, Wayne Kirkpatrick)
2. Runaway Train – 3:45 (Westbrook)
3. Kiss Goodbye – 4:02 (Hillary Lindsey, Gordie Sampson, Steve McEwan)
4. Shut Up Train – 3:48 (Lindsey, Chris Tompkins, Luke Laird)
5. Why, Oh Why – 3:45 (Fairchild, Schlapman, Westbrook, Jonathan Singleton, Chris Stapleton)
6. Little White Church – 3:06 (Fairchild, Schlapman, Westbrook, Sweet, Kirkpatrick)
7. You Can't Have Everything – 3:28 (Fairchild, Schlapman, Westbrook, Sweet, Kirkpatrick)
8. All the Way Down – 3:08 (Fairchild, Schlapman, Westbrook, Sweet, Kirkpatrick)
9. All Over Again – 4:08 (Fairchild, Schlapman, Westbrook, Sweet, Kirkpatrick)
10. Rain on a Tin Roof – 4:24 (Stapleton, Trent Willmon)
11. Life Rolls On – 3:10 (Fairchild, Schlapman, Westbrook, Sweet, Kirkpatrick)
12. Lean Into It – 4:19 (Fairchild, Schlapman, Westbrook, Sweet, Kirkpatrick)

## Formazione
- Karen Fairchild
- Kimberly Schlapman
- Phillip Sweet
- Jimi Westbrook